# Troglodytes cobbi
El chochín malvinero o ratona malvinera (Troglodytes cobbi),  es una especie de ave paseriforme de la familia Troglodytidae endémica de las Islas Malvinas. Fue clasificado anteriormente como subespecie del chochín criollo (Troglodytes aedon) pero ahora es comúnmente considerado como una especie separada, debido a las diferencias en el plumaje, canto, ecología y morfología.

## Descripción
El plumaje es de color marrón, con la cabeza y el pecho gris y más rojizo en la cola. Tiene barras oscuras en las plumas de vuelo y la cola. El pico es largo, negruzco y ligeramente curvado. 

## Comportamiento
Suelen habitar densos pastizales de tussok (Poa flabellata) cerca de la costa. A menudo pueden encontrarse en las playas buscando pequeños invertebrados entre las algas y escombros, tales como insectos y anfípodos.

## Situación y conservación
Esta ave se limita a pequeñas islas libres de ratas, con una población de sólo 4500 a 8000 pares. La especie está considerada como especie vulnerable, ya que sus poblaciones son pequeñas y fragmentadas, que podrían desaparecer si sus islas fueran colonizadas por las ratas o gatos. El hábito de alimentación y reproducción a nivel del suelo hace que sean muy vulnerables a la depredación, a diferencia del Cistothorus platensis que habita más arriba y puede coexistir con depredadores.